# Ngadisalam
Ngadisalam is een bestuurslaag in het regentschap Wonosobo van de provincie Midden-Java, Indonesië. Ngadisalam telt 1964 inwoners (volkstelling 2010).